# Струма (судно)
«Стру́ма» — болгарское судно под панамским флагом, на котором в декабре 1941 года еврейские беженцы из Румынии пытались эвакуироваться в Палестину, находившуюся в то время под британским управлением, но не были допущены в страну британскими властями. 24 февраля 1942 года судно погибло в Чёрном море в результате взрыва. 768 пассажиров судна (из них 103 — дети), за исключением одного, погибли. Причина гибели судна окончательно не установлена, но большинство западных исследователей считают, что «Струма» была торпедирована советской подводной лодкой.

## Констанца — Стамбул
«Струма», спущенная на воду в 1867 году и в 1942 году ходившая под панамским флагом, была зафрахтована бюро путешествий «Турисмус Мондиаль», которое создал грек Жан Панделис для перевозки еврейских беженцев из Румынии в подмандатную Британии Палестину. На его счету уже было три успешно отправленных в Палестину судна («Хильда», «Тайгер Хилл» и «Дарьен»), которые увезли туда несколько тысяч человек. Стоимость эвакуации одного пассажира составляла 30 тысяч румынских лей (около 100 долларов США).
Уплаченная за фрахт сумма была непропорционально большой по сравнению с ужасным состоянием судна. Оно представляло собой деревянный шлюп длиной 46 м, тоннажом 257 брт (на начало 1941 года), рассчитанный примерно на 100 пассажиров. Изначально ходил под парусами, но в 1937 году был обшит листами металла и оснащён старым дизельным двигателем мощностью 80 лошадиных сил. Он использовался для перевозки скота, но после того, как был зафрахтован, его разделили перегородками и установили в трюме многоярусные нары для людей. На палубе были сделаны дополнительные надстройки, после чего румынская сертификационная комиссия повысила его тоннаж до 642 брт. На судне имелась цистерна для питьевой воды и две спасательные шлюпки.
Для управления судном был нанят болгарский экипаж во главе с опытным моряком Григором Горбатенко.
Выход корабля в море несколько раз откладывался, а стоимость билета с каждым разом росла, достигнув под конец уже цены билета на трансатлантическом лайнере в каюте первого класса — 750 тыс. румынских лей.
25 ноября было получено разрешение на выход корабля в рейс. Каждому пассажиру дозволялось взять на борт по 10 килограмм багажа, который был обыскан на предмет обнаружения и изъятия ценностей, и питание в дорогу. Многие люди ехали семьями, самому старшему пассажиру было 69 лет, самому младшему — меньше года.
После отплытия парохода 12 декабря 1941 года из румынского порта Констанца у него сразу сломался двигатель. Для ремонта пришлось вызывать из порта бригаду на баркасе, оплату собирали со всех пассажиров. После починки судно двинулось в рейс и относительно благополучно пересекло Чёрное море под «нейтральным» панамским флагом, к которому при транснациональном фрахте судов традиционно предъявляется меньше всего претензий.
14 декабря «Струма» достигла Стамбула. Однако на подходе к Босфору рулевой заметил дрейфующую морскую мину и дал полный назад, чтобы избежать столкновения. Манёвр удался, однако двигатель после этого заглох и все попытки его завести были безуспешны. Команда подняла аварийный флаг, после чего на помощь подошел сначала сторожевой корабль службы береговой охраны Турции (Sahil Guvenlik Komutanaligi), вызвавший буксир. В ночь с 14 на 15 декабря аварийное судно было отведено на рейд Стамбула.
Прибывшие наутро механики обследовали двигатель корабля и признали его ремонт бесперспективным. Денег на замену двигателя или смену судна стамбульский представитель фрахтователя Георгиос Литопулос не дал, при этом разрешив команде покинуть судно. Посовещавшись, болгарские моряки приняли решение остаться на судне до завершения рейса.
20 декабря «Струма» была поставлена в карантин под контролем береговой охраны, а о её маршруте было уведомлено посольство Великобритании (поскольку пункт назначения находился на её подмандатной территории) и Румынии (как страны-фрахтователя).

## Переговоры о разрешении на прибытие «Струмы» в Палестину
Как известно, 17 мая 1939 года после провала Сент-Джеймсской конференции британцы по требованию арабского населения Палестины ужесточили квоты для еврейских репатриантов: выпущенная ими «Белая книга» позволяла въезд 10 тысяч взрослых ежегодно на период до 1944 года и ещё по 5 тысяч в год для детей, итого 75 тысяч, после чего предполагалось вообще запретить репатриацию.
Квота на 1939 год была исчерпана, но оставались в действии неиспользованные сертификаты прошлых лет. Еврейские организации просили ввезти пассажиров «Струмы» на счет квоты будущего года или продержать их в Турции до января и затем впустить по вновь открывшейся квоте.
В ответ на запрос турецких властей румынский консул сообщил, что пассажиры «Струмы» более не рассматриваются как субъекты Румынии, тем самым исключив возможность их депортации с последующей отправкой в концлагеря.
Требовалось согласие британской стороны, которой Турция направила следующее письмо: «Турция не вправе воспрепятствовать свободе судоходства в проливах, но ветхость „Струмы“ вызывает опасения по поводу её шансов успешно пересечь Мраморное море. Во избежание связанных с этим нежелательных осложнений мы бы предпочли вернуть судно в Чёрное море. Если же правительство Его Величества выдаст беженцам визы, то Турция готова оказать их транспортировке в Палестину всяческое содействие». Турецкое правительство выразило готовность содействовать переправке пассажиров «Струмы» в Палестину по морю или по суше.
Британский посол Хью Начбулл-Хьюджессен 20 декабря направил в Форин-офис предложение «не перекладывать ответственность на турецкое правительство и позволить беженцам продолжить свой путь в направлении Дарданелл и далее — в Палестину, где они, несмотря на свой нелегальный статус, могли бы получить гуманное обращение».
Но Гарольд Макмайкл, Верховный комиссар Палестины, и Уолтер Гиннесс, министр по делам Ближнего Востока с канцелярией в Каире, были категорически против приёма пассажиров «Струмы».
Британцы ссылались на множество формальных причин, в том числе на то, что «беженцы со „Струмы“ не являются „обладателями востребованных профессий“ и потому будут „непродуктивным элементом населения“», и на необходимость «предотвратить проникновение нацистских агентов под прикрытием беженцев».
Согласно Р. Горчакову, реальному положению дел эти доводы не соответствовали: «Во-первых, беженцы не крали рабочие места, а создавали их: в военное время безработица в Палестине полностью исчезла именно благодаря непрерывно вступавшим в строй предприятиям. Они выпускали аккумуляторы и карбид, стекло и цемент, комплекты обмундирования и оружейную смазку. Все до единой мины, установленные англичанами против наступающих танков Роммеля, были изготовлены в Палестине — и сделали их отнюдь не арабы. Немало беглецов из нацистского ада нашли свои „рабочие места“ в рядах сражающихся войск антигитлеровской коалиции …», а агентов нацистов англичанам скорее стоило искать среди арабских сторонников муфтия Хадж Амин аль-Хуссейни, итогом бесед которого с Гитлером стало создание мусульманских формирований в составе вермахта, и среди тех «свыше 60 % местного арабского населения», кто «с нетерпением» ждал «поражения Британской империи».
При этом, несмотря на все усилия, английским спецслужбам не удалось обнаружить хотя бы один случай «проникновения нацистских агентов под прикрытием беженцев» среди евреев. Кроме того, по некоторым данным, с 1941 года остались неиспользованными тысячи сертификатов на въезд в Палестину.
Глава отдела колоний британского МИДа лорд Мойн написал: «Рассуждая технически, пассажиры этого судна являются подданными враждебного нам правительства. Намерение турок вернуть их в море представляется тем более уместным, что успех нелегального рейса мог бы дополнительно осложнить работу нашей палестинской администрации, послужив примером для других беженцев из балканских стран». С ним был согласен министр Энтони Иден, заявивший, что выдача въездных виз еврейским пассажирам «Струмы» может создать нежелательный прецедент и по их следам Палестину наводнят тысячи других евреев.

27 декабря Начбулл-Хьюджессен сообщил турецкому МИДу: 
«Правительство Его Величества не усматривает препятствий к тому, чтобы Турция поступила в соответствии с высказанными ею пожеланиями».
Начались переговоры хотя бы о том, чтобы Британия впустила в Палестину подростков 11-16 лет, аналогично тому, как более 10 тысяч еврейских детей из Германии, Австрии и Чехословакии были эвакуированы в Англию в рамках операции «киндертранспорт». Подростки, в совершенстве знающие немецкий, уже через пару лет становились годными к военной службе и вливались в британские вооруженные силы. Так, 3-я рота особого 10-го батальона коммандос почти полностью состояла из немецких и австрийских евреев, бежавших в Британию в конце 1930-х годов, и летом 1942 г. геройски проявила себя при высадке в Дьепе. «Польская», 2 «французские», «датская», «бельгийская» и остальные роты коммандос наполовину состояли из евреев.
На протяжении десяти недель турецкое и британское правительства вели тайные переговоры о судьбе пассажиров.
Санитарные условия и ситуация со снабжением на переполненном корабле становились всё хуже. Для 20 пассажиров в порядке исключения удалось достичь разрешения сойти на берег, и в феврале 1942 года на борту оставались 769 пассажиров.
О судьбе «Струмы» начали писать местная пресса и ведущие мировые газеты («Нью-Йорк Таймс»). В Палестине еврейские общественники провели несколько манифестаций с требованием выдачи въездных виз пассажирам «Струмы». Турецкое отделение «Красного полумесяца» под руководством Симона Брода при финансировании еврейской общины наладило доставку на «Струму» сухарей, порошкового молока, бобов, риса и питьевой воды), медикаментов и угля для работы камбуза. «Красный полумесяц» также смог организовать полулегальную эвакуацию в больницы нескольких тяжело заболевших детей и архитектора Медеи Саламович, у которой возникла угроза прерывания беременности.
16 февраля 1942 года британский МИД как будто согласился впустить в Палестину детей от 11 до 16 лет, однако уже 17 февраля официальный представитель МИДа усомнился в целесообразности этого шага, намекая, чтобы взрослые сами не позволили своим детям уйти. Западные авторы полагают, что это решение не было реализовано из-за отсутствия у британских властей транспорта для отправки детей.
Тем временем Турция опасалась испортить отношения с Германией и в ультимативной форме потребовала у Великобритании решения о судьбе «Струмы».
Не получив ответа, 23 февраля 1942 года турецкие власти распорядились отбуксировать корабль в открытое море.

## Гибель судна
Моторные баркасы с 150-ю военнослужащими Береговой охраны и Жандармерии Турции утром 23 февраля высадились на борт «Струмы». Молодые люди из военизированной сионистской организации «Бейтар» образовали «живую цепь» и попробовали оказать турецким военнослужащим сопротивление. После нескольких стычек оно было подавлено, никто из людей не был ранен, оружие турки не применяли. После этого беженцев загнали в трюмы, экипаж — в рубку, обрубили якорный канат и приняли тросы с подошедшего буксира береговой охраны «Алемдар», который и вывел «Струму» из пролива Босфор в Чёрное море.
Несмотря на продолжавшиеся несколько недель работы по починке двигателя, завести его так и не удалось. «Струма» неуправляемо дрейфовала в море.
На следующее утро, 24 февраля 1942 года, «Струма» находилась, по различным данным, в 9 милях (западные историки) или в 4-6 милях (турецкие источники) севернее входа в пролив в видимости берега. На рассвете (который наступает в этих широтах 24 февраля в 6.47) или в 9.00, когда пассажиры ещё спали в трюме, а команда находилась в машинном отделении, прогремел взрыв. Судно быстро начало тонуть, однако несколько десятков пассажиров все же барахтались в воде, цепляясь за деревянные обломки корпуса. Помощи можно было ждать с относительно близкого болгарского берега, но её не было. Температура воздуха в тот день составляла около плюс 6 градусов, поэтому ослабленные голодом и болезнями люди быстро погибали от переохлаждения.
Дольше всех удалось продержаться лишь помощнику капитана Лазару Дикову и 19-летнему бейтаровцу Давиду Столяру. Вместе они пережили день на большом куске палубы. Именно тогда Диков сказал Столяру, что якобы видел след от торпеды перед гибелью судна.
Утром 25 февраля Столяр обнаружил, что на своем «плоту» он остался один, отдрейфовав к турецкому маяку Силе. Смотритель Мустафа Айя вместе с сыном и четырьмя служащими береговой охраны на гребной лодке добрались до плота и спасли погибающего. Однако придя в себя, Давид Столяр сначала провел шесть недель в заключении по обвинению в «незаконном въезде в Турецкую республику», а когда при помощи Симона Брода его освободили и переправили в Палестину, его допрашивали в британской контрразведке, подозревавшей парня в «шпионаже или диверсиях». В конце концов Столяр все же вступил в штурмовое подразделение Королевских саперов британской 8-й армии, сражался в Египте и в Ливии, отвечая за прокладывание проходов в минных полях.
Гибель «Струмы» унесла жизни 103 детей, 269 женщин и 417 мужчин, включая болгарских моряков.

## Расследование причин
Версии гибели судна противоречивы и не расследованы до сих пор. Многие израильские исследователи Холокоста считают, что именно Британия несёт большую часть ответственности за гибель «Струмы». Эта политика продолжалась и после войны, о чём свидетельствует история с судном «Эксодус» в 1947—1948 годах.

### По горячим следам[5]
Лишь после публикации сообщения о гибели «Струмы» корреспондента «Нью-Йорк Таймс» в Стамбуле турецкие власти начали «спасательную операцию», а затем и расследование. В апреле 1942 г. они сделали заключение, что причиной гибели шлюпа была «торпеда или плавающая мина». Напомним, что ещё при подходе к Босфору «Струма» чуть не подорвалась на плавучей мине, а вообще в районе турецких проливов их хватало. Через несколько месяцев такая мина стала причиной гибели субмарины ВМС Турции TCG «Атылай» (38 моряков).
Однако в пользу торпеды свидетельствовала нота ТАСС, опубликованная в газете «Правда» 26 февраля под заголовком: «Новый акт гитлеровского зверства. Гитлеровцами торпедирован пароход с 750 беженцами». В это время в Чёрном море действовала румынская подлодка «Дельфинул».

### Версия о советской подлодке
В 1960-е годы немецкий историк Юрген Робер и его французский коллега Клод Оэн предположили, что «Струму» потопила торпеда с подводной лодки. В немецких архивах сведений о нахождении подводных лодок в указанном районе не нашлось.
В справочнике «Лексикон сионизма», изданном в Тель-Авиве в 1977 году, указывалось: «24 февраля 1942 года судно вышло в море и там взорвался котел. Все пассажиры утонули».
В 1978 году в Военном издательстве Министерства обороны СССР была издана книга Г. И. Ванеева «Черноморцы в Великой Отечественной войне», в которой «Струма» была названа «транспортом водоизмещением около 7 тысяч тонн [вместо брт], шедшим без охранения», который успешно атаковала «подводная лодка Щ-213 (командир — капитан-лейтенант Д. М. Денежко, военком-политрук А. Г. Родимцев)». Невзирая на то, что реальный тоннаж деревянного шлюпа составлял максимум 642 брт, это свидетельство начали активно использовать западные авторы, а некоторые из них даже писали, что советские моряки нарочно завысили ценность «трофея» (водоизмещение транспорта по рапорту превышает водоизмещение «Струмы» в 15 раз), «чтобы получить побольше орденов».
Об атаке подлодки рассказывалось в «Красной звезде» от 4 августа 1987 года (с атрибуцией Щ-213, но без указания реальной цели), а затем в болгарской книге И. Тодорова «Българските кораби» (София, 1981) — без указания флага подлодки.
В настоящее время в большинстве западных источников в трагедии уверенно обвиняют советскую подводную лодку «Щ-213» (командир — старший лейтенант Д. М. Денежко), которая, согласно рапорту, атаковала «крупный транспорт водоизмещением ориентировочно 7 тыс. брт, шедший со стороны пролива без сопровождения со скоростью около 3 узлов». Относительно флага цели командир, наблюдавший его из подводного положения через перископ, не совсем твёрдо указал: «Вероятно, болгарский».
В 10.45 по московскому времени (9.45 по местному) по цели с дистанции 6 кабельтовых (менее 1200 м) из носового 533-мм торпедного аппарата была выпущена одиночная торпеда. После мощного взрыва командир Щ-213 записал, что наблюдал погружение судна в координатах 41° 26' с. ш. / 29° 10' в. д.

## Последующие события

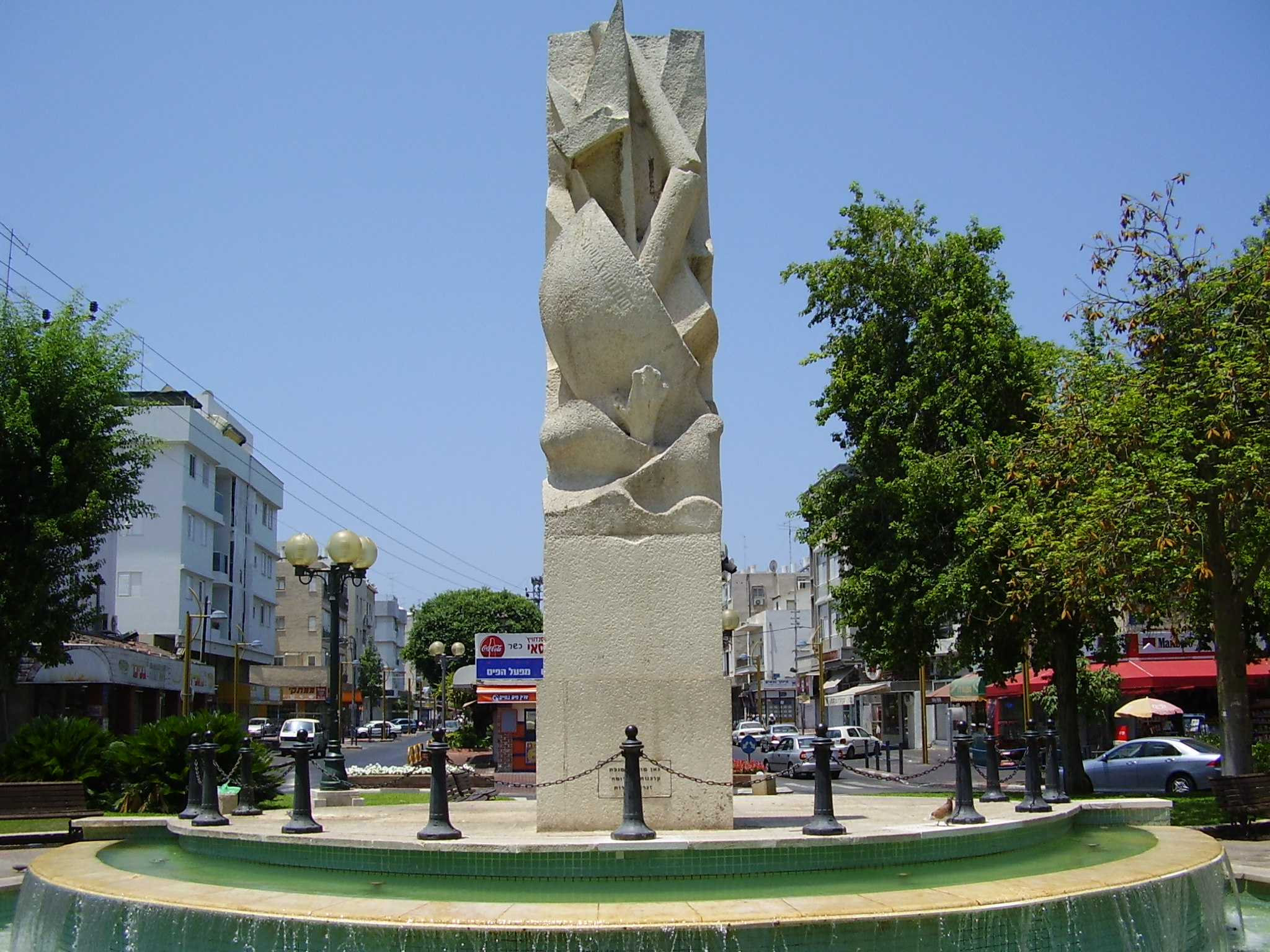
Мемориал «Струма» в Холоне

После гибели «Струмы» подпольная еврейская организация «ЛЕХИ» выпустила плакат «Разыскивается за убийство» с именем и портретом Макмайкла. В 1944 году «ЛЕХИ» организовала покушение на МакМайкла, сам он не пострадал, но его жена была ранена.
Боевики организации «ЛЕХИ» Элиягу Хаким и Элиягу Бейт-Цури выследили и 6 ноября 1944 года по дороге с работы домой убили Уолтера Гиннесса (барона Мойна). Убийство вызвало проведение специальной военной операции против «Иргуна» и «ЛЕХИ». Убийцы были арестованы и казнены британскими властями.
В начале 2000-х годов на месте, где затонула «Струма», турецкие водолазы обнаружили останки корабля, идентичность которого, однако, не могла быть точно установлена. 3 сентября 2001 года на месте катастрофы в море была проведена церемония памяти погибших с участием родственников пассажиров «Струмы», представителей еврейских общин Турции и послов Великобритании, Израиля и дипломатов США.
В израильских городах Ашдод и Холон установлены монументы памяти погибшим.
25 февраля 2015 года турецкое правительство впервые организовало церемонию памяти по погибшим на «Струме».